# Елизабета (бронепалубен крайцер, 1888)
Вижте пояснителната страница за други значения на Елизабета.
Елизабета (на румънски: NMS Elisabeta) e малък бронепалубен крайцер на ВМС на Румъния от края на 19 век. Фактически представлява кораб между крайцер и канонерка с бронирана палуба и торпедни апарати.

## Построяване
Бронепалубният крайцер „Елизабета“ е построен на стапелите на Armstrong, Mitchell & Co 1888 г. Корабът носи името си в чест на първата кралица на Румъния, Елизабета, по-известна с творческия си псевдоним Кармен Силва. Завершва ходовите изпитания на 14 септември 1888 г., в устието на реката Тайн, демонстрирайки средна скорост малко над 18 възела.
Първоначално е въоръжен с четири 150 mm круповски оръдия, четири 57 mm оръдия Норденфелд, и четири 37 mm френски скорострелни оръдия Хочкис. Освен това крайцерът има и четири 356 mm торпедни апарата.
След изпитанията, „Елизабета“ е комплектована с румънски екипаж под командването на полковник Йона Мургеску, преди това командир на миноносеца „Риндуника“.
През октомври 1888 г. корабът прави преход до Галац. След отказа на турските власти крайцера да премине Босфора с въоръжение, е решено да се разоръжи, а оръдията да се доставят по суша. При пристагането му в Галац, корабът отново е въоръжен.
Сформирания за крайцера екипаж се състои от девет офицера и 134 нисши чина, освен това, на кораба постоянно присътстват десет граждански инструктора и морски курсанта. Към пролетта на 1889 г. кораба е напълно готов за водене на бойни действия.
След това, крайцерът за тридесет години (от 1888 до 1918 г.) е флагман и най-голям кораб в румънския флот. От 1889 до 1898 г. несменяем командир на кораба е капитан Василий Урсеану.

## Походи в чужбина
На 15 май 1889 г. „Елизабета“ излиза в морето, крейсирайки по източното крайбрежие на Черно море, посещавайки Сулина, Констанца, Варна, Константинопол и Одеса. В същата година „Елизабета“ посещава Синоп и Трапезунд, Евпатория, Ялта, Теодосия, Новоросийск, Батуми. През есента кораба се връща в Галац, до пролетта на следващата година. Лятото на 1890 г., „Елизабета“ вече е флагман на румънската ескадра, в състава на която са канонерската лодка „Гривица“ (Griviţa), три миноносеца, и платнохода – учебен кораб „Мирча“.
В следващите години „Елизабета“ участва в многочислени морски походи, демонстрирайки в Средиземно море румънския флаг. 1891 г. корабът отново отплава на петимесечен поход, който започва с посещение на Константинопол. След това, вече в Мемфис и Пирея, на борда на крайцера се качва и краля на Гърция Георгиос I.
В този поход корабът посещава Франция (Вилфранш сюр Мер, Антиб, Тулон), Италия (Специя, Ливорно и Палермо) и Испания (Кадис), също и Гибралтар и Малта. Последващите години са изпълнени с подобни визити.
1892 г. „Елизабета“ представлява Румъния на тържествата, посветени на 400-годишнината от плаването на Христофор Колумб (в Ливорно, Барселона и Лисабон). Той взема участие в церемониите по откриването в Сулина на Международната Дунавска комисия (1894 г.), а и на праздненствата по откриването на Канала на кайзер Вилхелм (1895). Тогава „Елизабета“ за първи път посещава Прибалтика. В Стокхолм корабът приема на своя борд краля на Швеция. След това корабът се завръща в родината.
Благодарение на своите регулярни морски походи, „Елизабета“ става един от най-разпознаваемите кораби в Средиземно море.

## Последваща служба
В 1904 г., след почти петнайсет години непрекъснати плавания, „Елизабета“ е в Галац, за основен ремонт, в хода на който от кораба е демонтирана една мачта.
Когато на 2 юли 1905 г. метежния руски броненосец „Потьомкин“ пристига в Констанца, „Елизабета“, фактически, е единствения кораб, който може да окаже на „Потьомкин“ някаква съпротива. До бойно стълкновение не се стига – екипажът на руския кораб моли за политическо убежище.
1906 г., крайцера посещава тържествени мероприятия във Варна. Същата година крайцера взема участие в морски учения, на които за първи път в историята на ВМС на Румъния е осъществен учебен десант на пехотен батальон.
В края на годината, „Елизабета“ е превъоръжен с четири 120 mm френски оръдия „Сен Шамон“. Германските 57 mm оръдия „Норденфелд“ са заменени със 75 mm оръдия „Сен Шамон“. Двете скорострелни оръдия Хочкис са демонтирани.
На 25 юни 1908 г. „Елизабета“ присъства на откриването на Румънското Кралско военноморско училище в Констанца.
През 1912 г., в хода на Първата Балканска война, „Елизабета“ е изпратена в Константинопол, за защита на румънската дипломатическа мисия.
В хода на Втората Балканска война (1913 г.) корабът няма активно участие.

## Първа световна война и последваща съдба
След влизането на Румъния в Първата световна война (1916 г.), окончателно остарелия кораб, по това време в Сулина, е разорежен. Корабните оръдия са използвани за защита от австро-унгарските монитори по артилерийски позиции на Дунава, а също така и в окопите до Туртукан.
След края на войната, „Елизабета“ е извадена от състава на флота. 1919 г. корабът известно време се използва като транспорт, след което, в средата на 1920-те години е на кея Сулина, където се използва като плаващ склад. 1930-те г. бившия крайцер е предаден за скрап.
Днес са съхранени само компасът и щурвалът на кораба, които се намират в румънския военноморски музей в Констанца.

## Коментари
1. ↑  Префиксът „NMS“ е от на румънски: Nava Majestǎţii Sale (Кораб на Кралските военноморски сили) и се използва в периода 1881 – 1947 г.